# 비토르 가브리에우 클라우지누 헤구 페헤이라
비토르 가브리에우 클라우지누 헤구 페헤이라(포르투갈어: Vitor Gabriel Claudino Rego Ferreira, 2000년 1월 20일~)는 브라질의 축구 선수이다.